# Карл Фридрих фон Зайн-Витгенщайн-Хомбург
Карл Фридрих фон Зайн-Витгенщайн-Хомбург (на немски: Karl Friedrich von Sayn-Wittgenstein-Homburg; * 1674; † 1723) от род Зайн-Витгенщайн е граф на Графство Сайн-Витгенщайн-Берлебург.

## Произход
Той е най-възрастният син на граф Вилхелм Фридрих фон Зайн-Витгенщайн-Хомбург (1640 – 1698) и съпругата му графиня Анна Мария Магдалена фон Зайн-Витгенщайн-Хоенщайн (1641 – 1701), дъщеря на граф Йохан VIII фон Зайн-Витгенщайн-Хоенщайн (1601 – 1657) и графиня Анна Августа фон Валдек-Вилдунген (1608 – 1658).

## Фамилия
Първи брак: през 1703 г. с графиня Мария Вилхелмина Елизабет фон Шьонбург-Мертола (* пр. 1700; † сл. 1723/1762). Те имат децата:
- Фридрих Ернст (* 22 януари 1710; † 26 ноември 1712)
- Фридрих Карл фон Зайн-Витгенщайн-Хомбург (* 6 март 1716; † 15 октомври 1743), граф на Зайн-Витгенщайн-Хомбург, женен 1741 г. за графиня Салома Йохана фон Дист (1723 – 1761)
- София Амалия (* 14 март 1708; † 30 юли 1727), омъжена 1723 г. за фрайхер Дитрих фон Вилих (1690 – 1731)
- Полисена Шарлота Августа

Втори брак: пр. 1706 г. с Диана Франциска Мария баронеса де Шолет де Кле. Бракът е бездетен.